# 鋭錐石
鋭錐石（えいすいせき、anatase）は、鉱物（酸化鉱物）の一種。アナテースあるいはアナタースともいう。

## 産出地
火成岩や変成岩中に産する。

## 性質・特徴
化学組成は TiO2（酸化チタン(IV)）で、ルチル（正方晶系）、板チタン石（斜方晶系）とは多形の関係にある。結晶系は正方晶系。